# Frijsendal
Frijsendal er en hovedgård under Frijsenborg Gods. Den er beliggende i Frijsendal Bakker i Haurum Sogn, en del af Frijsenborgskovene. Gården blev oprettet omkring 1704 af grev N. Friis. Den blev dannet af byen Terp, hvis seks gårde tidligere var nedbrudt og samlet til en ladegård, byen Njær, hvis seks gårde blev nedbrudt, så kun præstegården blev tilbage, samt hovedgården Tulstrup i Sall Sogn.
I sidste halvdel af 1830'erne var Niels Bygom Christian Krarup forpagter på Frijsendal. Han oprettede her i 1837 Danmarks første landbrugsskole, eller agerdyrkningsinstitut, som det hed på den tid. I 1840 købte han Haraldslund i Grundfør Sogn, og flyttede landbrugsskolen dertil. Det er en del af baggrunden for, at godset nu har lagt navn til den nærliggende Frijsendal friskole.
Omkring 1920 blev halvdelen af gårdens jord skilt fra og udstykket til statshusmandsbrug på Frijsendal Mark. I løbet af 1960'erne blev forpagtningerne på de forskellige hovedgårde under Frijsenborg Gods sagt op og driften af gårdene blev samlet direkte under godset. Således også med Frijsendal.
I dag fungerer gården som maskinstation for hele godset og har ca. 129 hektar jord.

## Ejere af Frijsendal
- (1704-1958) Slægten Krag-Juel-Vind-Frijs
- (1958-) Slægten von Wedell